# Liberace – Zu viel des Guten ist wundervoll
Liberace – Zu viel des Guten ist wundervoll (Originaltitel: Behind the Candelabra, Englisch für „Hinter dem Kandelaber“) ist eine US-amerikanische Filmbiografie des Regisseurs Steven Soderbergh aus dem Jahr 2013. Er thematisiert das Leben des Star- und Showpianisten Liberace und dessen Beziehung zu seinem Lebensgefährten Scott Thorson. Der Originaltitel Behind the Candelabra bezieht sich auf den Kerzenleuchter, der auf Liberaces Piano aufgestellt war und als dessen Markenzeichen galt.

## Handlung
1977 lernt der 18-jährige Scott den Pianisten Liberace kennen. Liberace ist einer der größten Stars der US-amerikanischen Unterhaltungsindustrie und führt ein Leben in Luxus, während Scott als Adoptivkind aus einfachsten Verhältnissen stammt. Der junge Scott ist von der glamourösen Welt des Stars fasziniert und lässt sich auf eine – vor der Öffentlichkeit verborgene – Liebesbeziehung zu dem älteren Mann ein. Offiziell als Fahrer beschäftigt, wird Scott zum dauerhaften Lebensgefährten des exaltierten Stars, der unter anderem seinen Schönheitschirurgen Dr. Startz damit beauftragt, Scotts Gesichtszüge nach seinem Vorbild umzugestalten. Nachdem Scott – auch durch Schmerzmittel von Dr. Startz – ein Drogenproblem entwickelt und Liberace eine Affäre mit einem jungen Tänzer seiner Show eingeht, zerbricht die Liebe. Liberace wirft Scott aus seinem Haus, Scott verklagt Liberace im Gegenzug auf Unterhalt aus einer eheähnlichen Beziehung. Einige Jahre später lässt der schwer AIDS-kranke Liberace Scott zu sich rufen und es kommt zu einer Aussöhnung am Sterbebett.

## Hintergrund
Steven Soderbergh plante bereits seit langem, einen Film über Liberace zu drehen, in dem Michael Douglas die Hauptrolle spielen sollte. Eine Krebserkrankung Douglas’ verzögerte das Projekt jedoch. Weitere Schwierigkeiten bereitete dem Projekt die Finanzierung, da die großen Hollywoodstudios kein Potential in dem Thema sahen und es als zu gay ablehnten. Die Querelen mit den etablierten Filmstudios anlässlich der Verfilmung veranlassten den Regisseur zu der Äußerung, bis auf weiteres keine Kinofilme mehr machen zu wollen. Soderbergh kam schließlich mit HBO Films, einer Tochtergesellschaft des Kabelsenders HBO ins Gespräch, der in der Vergangenheit bereits mehrere unkonventionelle Filmprojekte verwirklicht hatte.
Der Film lief am 26. Mai 2013 im US-amerikanischen Fernsehen, hatte seine Uraufführung jedoch bereits einige Tage zuvor auf den Filmfestspielen in Cannes, wo er begeistert aufgenommen wurde. Die Filmmusik zu Behind the Candelabra war die letzte Arbeit von Marvin Hamlisch, der im August 2012 starb.

## Auszeichnungen
Der Film konnte trotz starker Darstellungen von Douglas und Damon nicht für die Oscars berücksichtigt werden, da es zuvor eine Fernsehausstrahlung gab und sich kein Studio für den Film zur Verfügung stellte, weil man ihn für „zu schwul für Hollywood“ hielt. Der Film wurde aber für vierzehn Emmys nominiert, wovon er elf gewinnen konnte, darunter für den besten Film, für die beste Regie (Steven Soderbergh) und für die beste Hauptrolle (Michael Douglas).
Auch bei den Golden Globe Awards gewann Liberace als bester Fernsehfilm, und auch Michael Douglas wurde ausgezeichnet. Ebenso gewann Douglas einen Satellite Award. Matt Damon war für Emmy, Golden Globe sowie den BAFTA- und den Satellite-Award nominiert, und auch Rob Lowe verdiente sich eine Nominierung für den Golden Globe.

## Kritiken
- Süddeutsche.de 10/2013: „Was Michael Douglas als Liberace da abliefert, wurde gerade mit einem Emmy prämiert – ein großartiger, hinreißender Auftritt, charmant und verschlagen, irgendwie fast verführerisch. Als hätte sich Michael Douglas freigespielt und könnte nun ohne jeden Zwang agieren, eine Figur, die mit ihrer Künstlichkeit spielt, und der man dennoch jede Sekunde glaubt.“[4]
- Zeit.de 09/2013: „Matt Damon und Michael Douglas als schwules Las-Vegas-Paar – das ist eindeutig zu viel für die Augen. Und genau darum herrlich.“[5]
- Für die New York Times urteilte Anthony Tommasini, dass es unfair gegen Steven Soderberghs Film wäre, ihn mit der Dokumentation Die Musik – mein Leben von 1969 über Artur Rubinstein zu vergleichen. Ein Vergleich, den der Film aber provoziere.[6]